# World Series of Poker 2003
 (juillet 2025).
La mise en forme du texte ne suit pas les recommandations de Wikipédia : il faut le « wikifier ».
Les points d'amélioration suivants sont les cas les plus fréquents. Le détail des points à revoir est peut-être précisé sur la page de discussion.
- Les titres sont pré-formatés par le logiciel. Ils ne sont ni en capitales, ni en gras.
- Le texte ne doit pas être écrit en capitales (les noms de famille non plus), ni en gras, ni en italique, ni en « petit »…
- Le gras n'est utilisé que pour surligner le titre de l'article dans l'introduction, une seule fois.
- L'italique est rarement utilisé : mots en langue étrangère, titres d'œuvres, noms de bateaux, etc.
- Les citations ne sont pas en italique mais en corps de texte normal. Elles sont entourées par des guillemets français : « et ».
- Les listes à puces sont à éviter, des paragraphes rédigés étant largement préférés. Les tableaux sont à réserver à la présentation de données structurées (résultats, etc.).
- Les appels de note de bas de page (petits chiffres en exposant, introduits par l'outil «  Source ») sont à placer entre la fin de phrase et le point final[comme ça].
- Les liens internes (vers d'autres articles de Wikipédia) sont à choisir avec parcimonie. Créez des liens vers des articles approfondissant le sujet. Les termes génériques sans rapport avec le sujet sont à éviter, ainsi que les répétitions de liens vers un même terme.
- Les liens externes sont à placer uniquement dans une section « Liens externes », à la fin de l'article. Ces liens sont à choisir avec parcimonie suivant les règles définies. Si un lien sert de source à l'article, son insertion dans le texte est à faire par les notes de bas de page.
- La présentation des références doit suivre les conventions bibliographiques. Il est recommandé d'utiliser les modèles {{Ouvrage}}, {{Chapitre}}, {{Article}}, {{Lien web}} et/ou {{Bibliographie}}. Le mode d'édition visuel peut mettre en forme automatiquement les références.
- Insérer une infobox (cadre d'informations à droite) n'est pas obligatoire pour parachever la mise en page.

Pour une aide détaillée, merci de consulter Aide:Wikification.
Si vous pensez que ces points ont été résolus, vous pouvez retirer ce bandeau et améliorer la mise en forme d'un autre article.
Les World Series of Poker 2003

## Tournois
| Tournoi                                  | Vainqueur             | Prix     | Finaliste                |
| ---------------------------------------- | --------------------- | -------- | ------------------------ |
| 500 $ Casino Employee's Limit Hold'em    | David Lukaszewski     | 35 800$  | Paul Trieglaff           |
| 2 000 $ Limit Hold'em                    | Mohammed Ibrahim      | 290 420$ | Jon Brody                |
| 1 500 $ Seven-card stud                  | Toto Leonidas         | 98 760$  | Rallis Peter Tanagiotias |
| 2 000 $ Omaha Hi-Lo Split                | Chris Ferguson        | 123 680$ | Barry Bindelglass        |
| 2 000 $ No Limit Hold'em                 | Jim Meehan            | 280 100$ | Guy Calvert              |
| 1 500 $ Pot Limit Hold'em                | Prahlad Friedman      | 109 400$ | Bernd Rygol              |
| 1 500 $ Seven Card Stud Hi-Lo Split      | Minh Nguyen           | 106 020$ | Bob Mangino              |
| 1 500 $ Pot Limit Omaha                  | Erik Seidel           | 146 100$ | Men Nguyen               |
| 2 000 $ H.O.R.S.E.                       | Doyle Brunson         | 84 080$  | Brian Haveson            |
| 2 000 $ 1/2 Hold'em, 1/2 Seven Card Stud | Chris Ferguson        | 66 220$  | Diego Cordovez           |
| 2 500 $ No Limit Hold'em                 | Phi Nguyen            | 222 800$ | Jim Miller               |
| 2 500 $ Limit Hold'em                    | Phil Hellmuth Jr      | 171 400$ | Young Phan               |
| 2 500 $ Seven Card Stud                  | Michael Saltzburg     | 95 580$  | Mimi Tran                |
| 5 000 $ No Limit Deuce to Seven Draw     | O'Neil Longson        | 147 680$ | Allen Cunningham         |
| 5 000 $ No Limit Hold'em                 | Johnny Chan           | 224 400$ | Surinder Sunar           |
| 1 500 $ Limit Omaha                      | Eddy Scharf           | 63 600$  | Dave Colclough           |
| 1 500 $ Limit Hold'em                    | John Arrage           | 178 600$ | Kathy Liebert            |
| 5 000 $ Seven-Card Razz                  | Huck Seed             | 71 500$  | Phil Ivey                |
| 2 500 $ Omaha Hi-Lo Split                | Layne Flack           | 119 260$ | Men Nguyen               |
| 2 000 $ Pot Limit Hold'em                | Mickey Appleman       | 147 280$ | Brian Plona              |
| 1 000 $ Seniors' No Limit Hold'em        | Ron Rose              | 130 060$ | Ron McMillan             |
| 2 500 $ Seven Card Stud Hi-Lo Split      | John Juanda           | 130 200$ | Shahram Sheikhan         |
| 1 500 $ No Limit Hold'em                 | Amir Vahedi           | 270 000$ | Cleve Haley              |
| 2 000 $ S.H.O.E.                         | Daniel Negreanu       | 100 440$ | Jim Pechac               |
| 5 000 $ Pot Limit Omaha                  | Johnny Chan           | 158 100$ | Emmanuel Sebag           |
| 1 500 $ Limit Hold'em Shootout           | Layne Flack           | 120 000$ | Annie Duke               |
| 3 000 $ Limit Hold'em                    | Tom Jacobs            | 163 000$ | Jan Sjavik               |
| 1 000 $ Ladies' 1/2 Hold'em, 1/2 Stud    | Barb Rugolo           | 40 700$  | J. J. Liu                |
| 1 500 $ Omaha Hi-Lo Split                | Frankie O'Dell        | 133 760$ | Bill Schonsheck          |
| 3 000 $ Pot Limit Hold'em                | Charles Keith Lehr    | 225 040$ | Chris Ferguson           |
| 5 000 $ Seven Card Stud                  | Men Nguyen            | 178 560$ | Mel Judah                |
| 3 000 $ No Limit Hold'em                 | Phil Hellmuth Jr      | 410 860$ | Daniel Negreanu          |
| 2 500 $ Pot Limit Omaha                  | John Juanda           | 203 840$ | O'Neil Longson           |
| 5 000 $ Limit Hold'em                    | Juan Carlos Mortensen | 251 680$ | Mark Gregorich           |
| 1 500 $ Ace to Five Triple Draw Lowball  | Men Nguyen            | 43 520$  | Charles Keith Lehr       |

## Main Event

### Table finale
| Place | Nom              | Gain        |
| ----- | ---------------- | ----------- |
| 1er   | Chris Moneymaker | 2 500 000 $ |
| 2e    | Sam Farha        | 1 300 000 $ |
| 3e    | Dan Harrington   | 650 000 $   |
| 4e    | Jason Lester     | 440 000 $   |
| 5e    | Tomer Benvenisti | 320 000 $   |
| 6e    | Amir Vahedi      | 250 000 $   |
| 7e    | Young Pak        | 200 000 $   |
| 8e    | David Grey       | 160 000 $   |
| 9e    | David Singer     | 120 000 $   |

### Autres performances
| Place | Nom              | Gain     |
| ----- | ---------------- | -------- |
| 10e   | Phil Ivey        | 82 700 $ |
| 11e   | Minh Nguyen      | 80 000 $ |
| 12e   | Dutch Boyd       | 80 000 $ |
| 14e   | Marcel Lüske     | 65 000 $ |
| 15e   | Bruno Fitoussi   | 65 000 $ |
| 18e   | Scotty Nguyen    | 55 000 $ |
| 19e   | Howard Lederer   | 45 000 $ |
| 25e   | Men Nguyen       | 45 000 $ |
| 27e   | Phil Hellmuth Jr | 45 000 $ |